# عدنان بن عبد الله بن فارس العمري
عدنان بن عبد الله بن فارس العمري مواطن سعودي تم وضع إسمه على قائمة المطلوبين الإرهابيين في السعودية. حدث هذا الأمر في يوم 28 يونيو 2005 ولقد كان إسمه ضمن قائمة 36 إرهابي. أفاد مسؤولو الأمن السعودي أنه تم نقله إلى السعودية في شهر نوفمبر 2005.